# Ben Klibreck
Ben Klibreck (Schots-Gaelisch: Beinn Cléith Bric) is een berg in het midden van Sutherland, Schotland. De hoogste top Meall nan Con is 962 meter hoog wat de berg de op een na noordelijkste munro maakt na Ben Hope.
Ben Klibreck staat geïsoleerd in een landschap van heide, de westelijke zijde van de berg is relatief steil en is begroeid met struikhei terwijl de oostelijke zijde minder steil is en begroeid is met gras.
Ben Klibreck kan worden beklommen vanuit het zuiden door te starten in Crask of vanuit het noorden door te starten in Altnaharra. Maar de makkelijkste en meest populaire route is vanuit het westen.